# Optimal foraging
Optimal foraging (wörtliche Bedeutung: „optimale Nahrungssuche“) ist ein Prinzip der Ökologie, das zu erklären versucht, wie Entscheidungsfindungen bei der Futtersuche und Nahrungsauswahl zustande kommen. Es wird sowohl auf Tiere in der Verhaltensbiologie wie auf Menschen in der Archäologie und Ethnologie angewendet. In der Biologie wird auch der deutsche Begriff Optimalitätsmodell verwendet.
Einer der wichtigsten Kernsätze geht davon aus, dass Individuen und soziale Gruppen solche Nahrungsquellen bevorzugen, welche die höchstmögliche Nettoenergieaufnahme (Differenz aus Energieausbeute und Energieaufwand) bieten. Dies setzt jedoch voraus, dass diese Gruppen ihre Nahrungsquellen bewerten und dementsprechend ausnützen. Dabei gibt es zwei Variablen, den Zeitaufwand und die Nahrungseffizienz. Das heißt, diejenige Nahrung wird bevorzugt, bei der das Verhältnis der beiden Variablen zueinander am günstigsten ist. So dient das Konzept dem Versuch, die Beziehungen zwischen Populationen, deren Nahrungsquellen und räumlichen Verbreitung, sowie deren Nahrungsstrategien zu erklären.

## Grundprinzip
Sogenannte Optimalitätsmodelle beschreiben ein verhaltensbiologisches System der Kosten-Nutzen-Analyse: Nur wenn der Nutzen einer Handlung ihre Kosten überwiegt, ist sie vorteilhaft und wird umgesetzt. Dabei sollte die Differenz zwischen Nutzen und Kosten möglichst hoch sein.
- Nutzen: z. B. Energiegehalt der aufgenommenen Nahrung
- Kosten: aufgewandte Energie und Zeit, sowie Gefahr von Raubfeinden
- Nutzen - Kosten = Nettoenergiegewinn

Das Individuum richtet sein Verhalten danach aus, wie es den Nettoenergiegewinn maximieren kann.
Um Kosten und Nutzen in ein optimales Verhältnis zu setzen, lassen sich zwei Strategien anwenden:
- Maximierung der Aufnahmerate:
Es wird auf Quantität gesetzt, indem zwar bspw. energieärmere Nahrung aufgenommen wird, dafür aber in einer höheren Frequenz und mit geringerem Aufwand.
- Maximierung der Effizienz:
Es wird auf Qualität gesetzt, indem zwar ein höherer Aufwand für den Nahrungsgewinn aufgewendet wird, der höhere Energiegehalt der Nahrung aber dafür für eine längere Zeit ausreicht.

Man kann diese Modelle auch auf viele weitere Verhaltensmuster ausweiten. So ist die Kosten-Nutzen-Analyse auch für die Gruppengröße ausschlaggebend: Bei einer großen Gruppe ist der Aufwand für die Verteidigung vor Feinden für das Individuum kleiner und die Erfolgsquote bei der Jagd durch Zusammenarbeit höher, allerdings steigt auch die Anzahl an Konkurrenten, wodurch mehr Zeit für den Kampf um Ressourcen aufgewendet werden muss. Im Idealfall kann so ein optimaler Mittelwert bestimmt werden, auf den sich die Gruppengröße einpendelt und am vorteilhaftesten bestehen kann.

### Beispiele
- Austernfischer bevorzugen für ihre Nahrung mittelgroße Muscheln, da in den kleinen zu wenig Nährwert ist und die großen zu aufwendig zu knacken sind.
- Vögel, die in Hecken leben, haben nur ein begrenztes Nahrungsangebot, sind dafür aber sicher vor Feinden. Auf dem freien Feld ist das Nahrungsangebot größer, die Gefahr, Fressfeinden zum Opfer zu fallen, aber auch. Bei zunehmender Dauer der Hungerphase entscheiden immer mehr Vögel, sich auf dem freien Feld zu ernähren.
- Bei Anwesenheit eines Räubers bilden Taubenschwärme dichtere Gruppen, um sich besser vor dem Feind schützen zu können. Da es dadurch aber mehr Konkurrenz gibt, lösen sich die Gruppen anschließend wieder auf.

## Anwendung auf Archäologie und Ethnologie
Optimal foraging ging hervor aus ersten Versuchen der New Archaeology in den 1970er Jahren, die Ressourcennutzung und Siedlungsmuster von prähistorischen Gesellschaften durch die Verfügbarkeit oder Verknappung von Nahrungsmitteln zu erklären. Das Prinzip wurde 1981 in einer Reihe von Veröffentlichungen von Winterhalder und Smith ausformuliert. In der Folge fand es Anwendung auf Jäger-und-Sammler-Kulturen, insbesondere zur Erklärung von Änderungen in der Ressourcennutzung aufgrund von Änderungen in Umgebungsfaktoren. Beispiele sind die Einführung von Mahlsteinen im Kulturareal des Großen Beckens im Westen Nordamerikas. Durch zunehmende Trockenheit im mittleren Holozän mussten die Bewohner von großen Baumsamen wie Eicheln auf Nahrungspflanzen mit kleineren Samen, insbesondere Gräser, ausweichen. Angehörige des Numic-Zweiges der Uto-aztekische Sprachfamilie erwiesen sich als geschickter in Nutzung dieser neuen Technologie und setzten sich durch. Ihre Nachfahren bewohnen die Region bis heute.
Dabei muss eine differenzierte Betrachtung von Kosten und Nutzen angewendet werden. Wenn Cree-Indianer traditionell im Frühjahr mit erheblichem Aufwand Biber jagen, obwohl in dieser Jahreszeit die Jagd auf Caribous einfacher wesentlich größere Mengen Fleisch liefern würde, so erklärt sich das daraus, dass Biber zu dieser Zeit einen wesentlich größeren Fettgehalt aufweisen.